# Francisco Pardo Piqueras
Francisco Pardo Piqueras (Abengibre, 1962) és un polític espanyol, militant del Partit Socialista Obrer Espanyol, que exerceix de director general de la Policia espanyola des de l'1 de juliol de 2018. Va prendre possessió el dia 6 de juliol del mateix any en un acte presidit pel ministre de l'Interior, Fernando Grande-Marlaska.

## Biografia
És llicenciat en Dret per la Universitat de Múrcia i màster en Dret Comunitari Europeu per la Universitat de Castella-la Manxa. Membre del Partit Socialista Obrer Espanyol (PSOE), ha estat cap del Gabinet del Conseller d'Agricultura de la Junta de Comunitats de Castella-la Manxa i director general de Relacions Institucionals en la Presidència de Castella-la Manxa. Va ser secretari de la Comissió Mixta de Transferències Estat-Castella-la Manxa i membre del Comitè de Regions de la Unió Europea.
En 1999 va ser nomenat director del Gabinet del President de la Junta de Comunitats de Castella-la Manxa i, posteriorment, de la Presidència. De juliol de 2003 a 2004 va ser conseller de Presidència de la Junta de Comunitats de Castella-la Manxa. Després de les eleccions generals de 2004 va ser nomenat secretari d'Estat de Defensa durant els ministeris de José Bono (2004-2006) i José Antonio Alonso (2006-2008) fins a 2007, quan va dimitir per ser escollit aquest mateix any diputat a les Corts de Castella-la Manxa i, després de la sessió constitutiva, president de la cambra en substitució de Fernando López Carrasco, fins a 2011 en què va ser rellevat per Vicente Tirado Ochoa.
Va ser vicepresident segon de les Corts de Castella-la Manxa, fins que al març de 2012 abandona la política, renunciant a l'escó i a la reelecció com a secretari provincial del PSOE d'Albacete.

## Càrrecs exercits
- Director del Gabinet del President de Castella-la Manxa (1999-2003).
- Conseller de Presidència de la Junta de Comunitats de Castella-la Manxa (2003-2004).
- Secretari d'Estat de Defensa (2004-2006).
- Diputat per la província d'Albacete a les Corts de Castella-la Manxa (2007-2012).[5][6]
- President de les Corts de Castella-la Manxa (2007-2011).
- Vicepresident segon de les Corts de Castella-la Manxa (2011-2012).
- Director general de la Policia (2018-......).